# Битадзе, Михаил Алексеевич
Михаил Алексеевич Битадзе (7[20].08.1903, Хашури, Кутаисская губерния, Российская империя — 09.12.1983, Норильск), инженер-строитель, архитектор. Лауреат Ленинской премии (1966).

## Биография
Среднее образование получил в Хашурской гимназии (груз.).
С 1924 года жил в Тбилиси. Окончил политехническое училище (1925) и политехнический институт (1931). В 1930—1932 годах — инженер-проектировщик проектного отдела «Закснабстроя». В 1936—1938 годах — руководитель группы проектного отдела Главного управления шоссейных дорог Грузии.
Также в 1930—1938 годах — на преподавательской работе: автодорожный техникум им. Махарадзе, 1930—1934; Закавказский институт ж.-д. транспорта, 1932—1934; ж.-д. техникум, 1932—1938; лесотехнический институт, 1937—1938.
В начале марта 1938 года арестован, 10.3.38 осужден тройкой НКВД Грузинской ССР на 10 лет ИТЛ за антисоветскую агитацию. Содержался в Карлаге, в августе 1938 года переведен в Норильлаг. Работал в проектном отделе конторы Норильскпроект Норильского комбината НКВД-МВД СССР инженером-проектировщиком.
Освобожден 27.3.1944.
Остался в Норильске и работал на прежнем месте работы в должности ст. инженера и руководителя бригады. С 1953 и. о. начальника архитектурно-строительного отдела гражданских сооружений, с 1955 года — руководитель бригады, с 1969-го — гл. специалист отдела по проектированию гражданских сооружений.
Один из авторов метода свайного фундирования на вечномерзлых грунтах. В 1966 году в числе 11 норильских архитекторов и строителей награждён Ленинской премией за внедрение прогрессивных индустриальных методов при строительстве заполярного Норильского комбината и города Норильска в условиях вечномёрзлых грунтов и сурового климата.
С 1.8.1970 на пенсии.

## Семья
Женился в Норильске. Дочь — Нателла, работала в Норильскпроекте. Уехала из Норильска в 2016 году.